# Domingo García-Sabell
Domingo García-Sabell Rivas (Santiago de Compostela, 8 de octubre de 1908 - La Coruña, 5 de agosto de 2003) fue un médico, escritor, político y académico de Galicia (España). 

## Biografía
Era hijo de Ricardo García Rivas, procurador, y de Luisa Sabell Mosquera. Estudió medicina en las universidades de Santiago de Compostela y de Madrid, doctorándose en 1932 en la Universidad Central, hoy Complutense, con la tesis: El metabolismo intermediario en la obesidad. Allí fue miembro de la Federación Universitaria Escolar (FUE), donde coincidió con Carlos Maside, Ánxel Fole y Luis Seoane. Como intelectual y médico, hizo amistad con Castelao, Novoa Santos, Valle Inclán, Miguel de Unamuno o Gonzalo Torrente Ballester, de quien fue médico.
En 1936 se afilió al republicanismo. Durante la guerra civil fue soldado médico en el Hospital Militar de San Caetano en Santiago de Compostela y en el campo de concentración en Lavacolla. En febrero de 1939 fue ascendido a teniente médico por los excelentes cuidados dispensados al Teniente coronel médico D. Mariano Gómez Ulla que convalecía de una grave enfermedad renal contraída en su cautiverio en poder de los republicanos. En junio de 1940 solicitó su pase a la reserva para dedicarse a la medicina privada, lo que le fue concedido. Contactó con el galleguismo cultural, y en 1950 se convirtió en director de la Editorial Galaxia, junto con Ramón Piñeiro. Su hija mayor fue la primera esposa de Xosé Manuel Beiras.
En las elecciones generales de 1977 fue elegido senador por designación real, siendo uno de los tres senadores republicanos, junto a Julián Marías y Justino de Azcárate. De 1979 a 1997 fue presidente de la Real Academia Gallega y delegado del gobierno en Galicia de 1981 a 1996, presentando su dimisión dos días antes de convertirse José María Aznar en jefe de gobierno. Tradujo al gallego a Martin Heidegger y a James Joyce. Falleció a causa de una enfermedad cerebral. Fue el decano de los miembros del jurado de los premios Príncipe de Asturias y fue investido doctor honoris causa por la Universidad de La Coruña. La Junta de Galicia le otorgó el Premio de las Letras y las Artes de Galicia en 1998.

## Obras
- Ensayos I (1962).
- Tres síntomas de Europa: Joyce, Van Gogh y Sartre (1968).
- Pintura como comunicación (1971).
- Notas para una antropología del hombre gallego (1972).
- Ensayos II (1976).
- Análisis existencial del hombre gallego enfermo (1991).
- Os gromos do pensamento (1996).
- Libros dos comentos (1996).
- Paseata alrededor de la muerte (1999).